# Lippo Pasci de' Bardi
Lippo Pasci de' Bardi (Firenze, XIII secolo – ante 1332) è stato un poeta italiano.

## Biografia
Lippo Pasci de' Bardi era un rimatore fiorentino, vissuto fra il sec. XIII e il XIV secolo, amico di Dante Alighieri e su cui le notizie storiche sono poche. Incerta è anche l'attribuzione a lui del poemetto in ottava rima L'intelligenza che potrebbe essere al contrario opera di Dino Compagni.
In qualità di testimone, il nome di Lippo Pasci de' Bardi è registrato in un documento, datato 3 dicembre 1292;  il suo nome compare anche in uno documento del 1312, in relazione ad un pagamento fattogli da Piero Altoviti.
Nel 1332 era già morto, come si evince dal protocollo del notaio Ser Salvi Dini, alla carta 29, in cui è registrato q. Lippi de Bardis, che aveva sposato una figlia di Niccolò di Foresino Donati che era un parente della moglie di Dante.

### I sonetti
Quattro suoi sonetti, che rappresentano tutto cià che è rimasto della sua attività poetica, sono stati tramandati dal codice cinquecentesco Vat. Lat. 3214, che è una copia di un originale più antico;  due suoi sonetti sono stati trascritti anche nella Raccolta Bartoliniana.
Il poemetto L'intelligenza  fu composto all'inizio del Trecento e pubblicato per la prima volta nel 1850. A Lippo sembra che Dante abbia indirizzato il sonetto rinterzato Se Lippo amico se' tu che mi leggi (Dante Alighieri, Rime, XLVIII), scritto all'epoca della Vita nova.